# Pekao Open 2008
Il Pekao Open 2008 è stato un torneo di tennis facente parte della categoria ATP Challenger Series nell'ambito dell'ATP Challenger Series 2008. È stata la 16ª edizione del torneo e si è giocato a Stettino in Polonia dal 15 al 22 settembre 2008 su campi in terra rossa, con un montepremi di €106.500+H.

## Vincitori

### Singolare
Florent Serra ha battuto in finale  Albert Montañés con il punteggio di 6–4, 6–3.

### Doppio
David Marrero /  Dawid Olejniczak hanno battuto in finale  Łukasz Kubot /  Oliver Marach con il punteggio di 7–6(4), 6–3.